# Cymatoceps nasutus
Genre
Espèce
Statut de conservation UICN

 VU A2bd : Vulnérable
Le Spare nasique (Cymatoceps nasutus) est une espèce de poissons marins appartenant à la famille des Sparidae. C'est la seule espèce du genre Cymatoceps (monotypique).